# Mohammed Mbye
Mohammed Jallow Mbye (ur. 18 czerwca 1989 w Bandżulu) – gambijski piłkarz występujący na pozycji obrońcy. Zawodnik klubu Sölvesborgs GoIF. Posiada także obywatelstwo szwedzkie.

## Kariera klubowa
Jallow treningi rozpoczynał w zespole Gambia Ports Authority. W 2001 roku emigrował z rodziną do Szwecji i tam kontynuował karierę w juniorach klubu Hammarby IF. W 2007 roku został włączony do jego pierwszej drużyny, grającej w Allsvenskan. W barwach Hammarby nie rozegrał jednak żadnego spotkania.
W połowie 2007 roku Jallow odszedł do rezerw francuskiego zespołu Stade Rennais, grających w CFA. W sezonie 2007/2008 zagrał tam 5 meczach. W 2009 roku wrócił do Szwecji, gdzie został graczem drugoligowego klubu Assyriska FF. Następnie grał w: Elverum Fotball, Kristianstad FC, Mjällby AIF i Ifö Bromölla IF. W 2021 przeszedł do Sölvesborgs GoIF.

## Kariera reprezentacyjna
W reprezentacji Gambii Jallow zadebiutował w 2010 roku.